# Судуесті-ді-Гояс (мікрорегіон)
Судуесті-ді-Гояс (порт. Microrregião do Sudoeste de Goiás) — мікрорегіон в Бразилії, входить в штат Гояс. Складова частина мезорегіону Південь штату Гояс. Населення становить 386 668 чоловік на 2006 рік. Займає площу 56 111,526 км². Густота населення — 6,89 чол./км².

## Склад мікрорегіону
До складу мікрорегіону включені наступні муніципалітети:
1. Апаресида-ду-Ріу-Досі
2. Апоре
3. Каяпонія
4. Кастеландія
5. Шападан-ду-Сеу
6. Доверландія
7. Жатаї
8. Мауриландія
9. Мінейрус
10. Монтивідіу
11. Палестина-ді-Гояс
12. Пероландія
13. Портеландія
14. Ріу-Верді
15. Санта-Елена-ді-Гояс
16. Санта-Рита-ду-Арагуая
17. Санту-Антоніу-да-Барра
18. Серранополіс

| Бразилія | Це незавершена стаття з географії Бразилії. Ви можете допомогти проєкту, виправивши або дописавши її. |